# Ambassade des États-Unis au Japon
L'ambassade des États-Unis au Japon est la représentation diplomatique des États-Unis auprès du Japon. Elle est située dans le quartier d'Akasaka à Tokyo, la capitale du pays. L'ambassadeur est George Edward Glass, depuis le 18 avril 2025.

## Histoire
Le premier consulat américain au Japon est créé au temple de Gyokusen-ji, à Shimoda par Townsend Harris. Gyokusen-ji abrite également un petit cimetière datant de 1854 où reposent des soldats de la flotte du commodore Matthew Perry. Le traité Harris, d'amitié et de commerce, est conclu en 1858 entre les États-Unis et le Japon.
Les États-Unis établissent leur première légation à Tokyo en 1859 avec toujours Townsend Harris à sa tête. Elle est située à Zenpuku-ji, un temple bouddhiste du quartier du sud de Tokyo, Moto-Azabu. En 1875, la légation est déplacée le long du fleuve Sumida-gawa près de Tsukiji, dans une zone conçue pour être un quartier occidental. Le site du bâtiment est désormais remplacé par Saint Luke's Tower. Elle déménage encore en 1890, sur le site de l'ambassade actuelle. En janvier 1906, après la victoire du Japon lors de la guerre russo-japonaise, le Japon et les États-Unis élèvent mutuellement leurs ministres plénipotentiaires au rang d'ambassadeurs. Plusieurs puissances européennes font également de même, ce qui indique une nouvelle perception de l'égalité entre le Japon et les grandes puissances occidentales.
L'ambassade est fermée peu après l'attaque de Pearl Harbor, le 8 décembre 1941. Ses employés américains (y compris les attachés militaires) restent internés sur le terrain de l'ambassade jusqu'en juin 1942, lorsqu'ils ont été envoyés par bateau vers l'Afrique orientale portugaise puis rapatriés aux États-Unis. L'ambassade reste fermée pendant l'occupation alliée du Japon. Elle rouvre le 28 avril 1952, après la restauration des relations diplomatiques entre les deux pays, en vertu du traité de San Francisco.

## L'ambassade

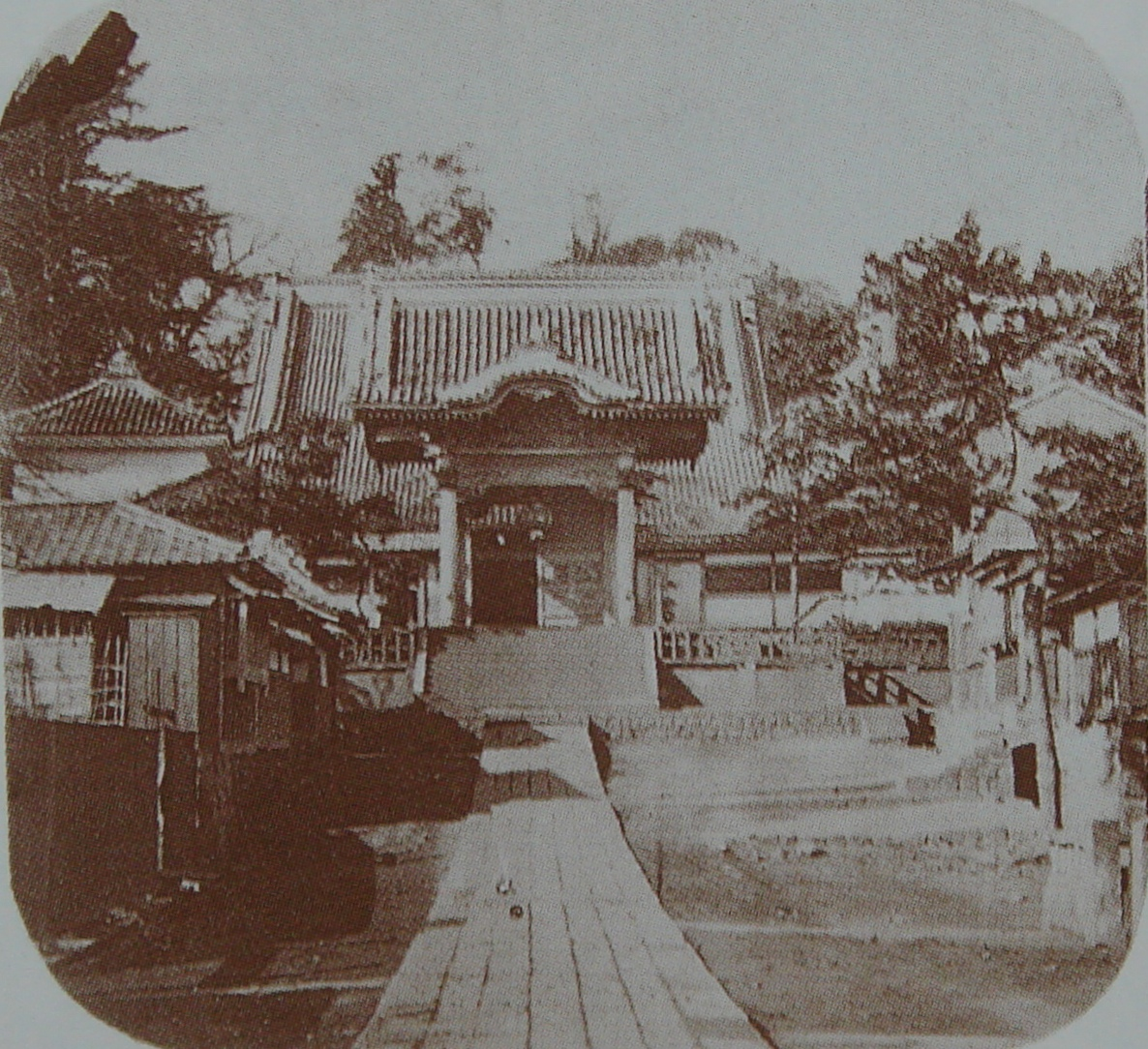
La légation américaine en 1861.

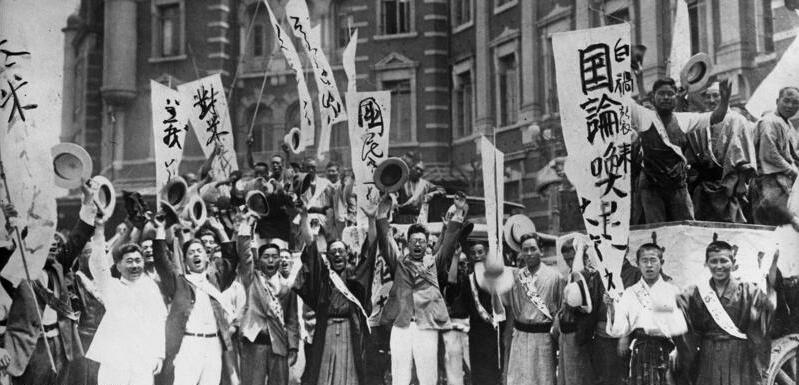
Manifestation devant l'ambassade américaine, en 1924.

L'actuelle ambassade a été dessinée par César Pelli et Norma Merrick Sklarek et achevée en 1976.

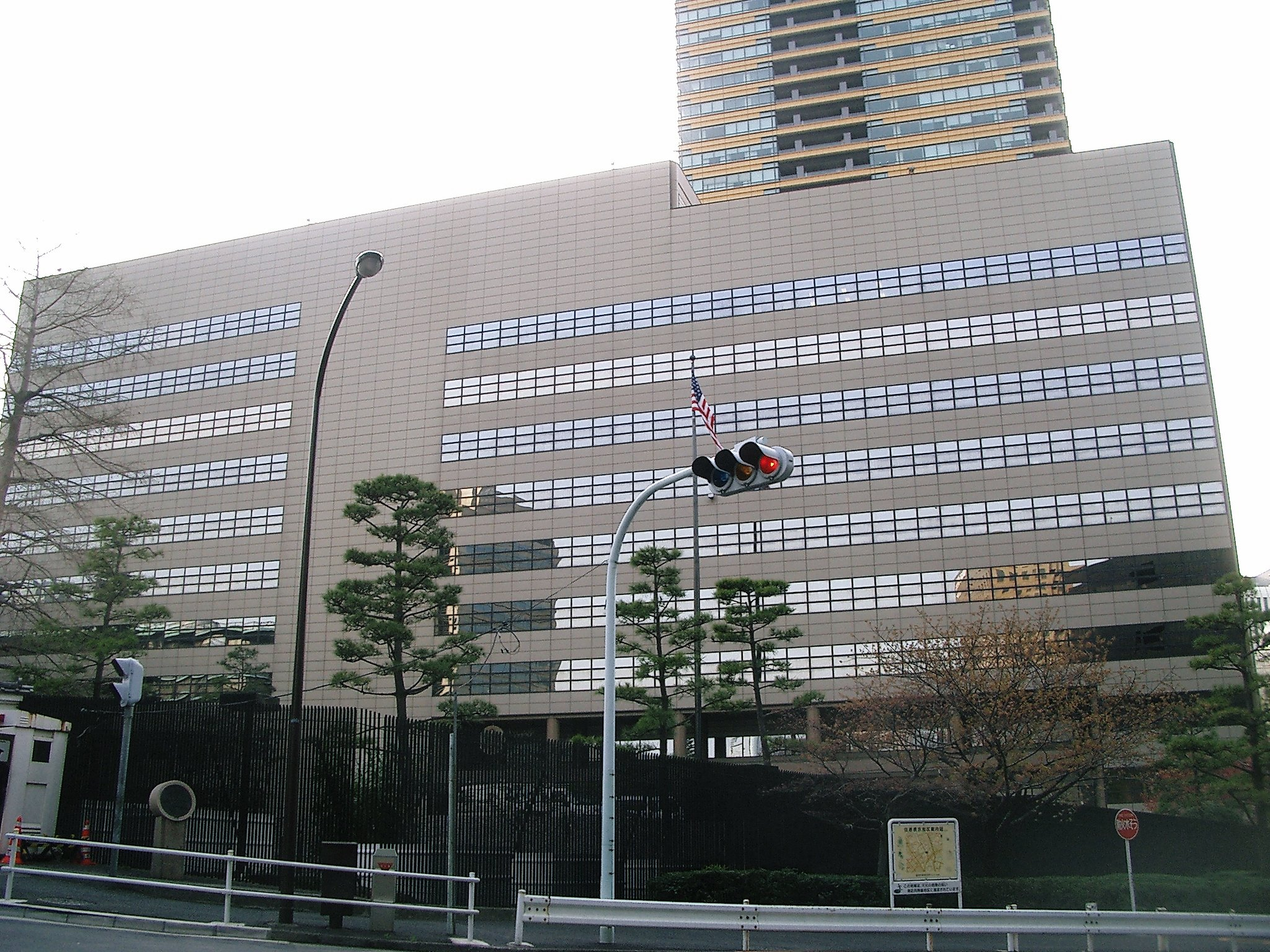
Façade de l'ambassade.

Le terrain sur lequel se trouve l'ambassade mesure environ 13 000 m2 et est loué par le gouvernement japonais. En 2007, le Yomiuri Shinbun révèle que le gouvernement américain n'a versé aucun paiement depuis 1998. Selon le ministre des Affaires étrangères Taro Aso, le loyer moyen était de seulement 2,5 millions de yens (moins de 22 000 dollars) par an entre 1993 à 1997, ce qui était beaucoup moins cher que ce que d'autres missions diplomatiques au Japon devaient payer (l'ambassade britannique à Tokyo verse par exemple 35 millions de yens par an). Une enquête a été ouverte.

## Liste des ambassadeurs des États-Unis au Japon

### Ministres résidents
1. Townsend Harris (5 novembre 1859 - 26 avril 1862)
2. Robert H. Pruyn (17 mai 1862 - 28 avril 1865)
3. Chauncey Depew (refuse le poste)
4. Robert B. Van Valkenburgh (4 mai 1867 - 11 novembre 1869)
5. Charles E. DeLong (11 novembre 1869 - promu envoyé extraordinaire)

### Envoyés extraordinaires et ministres plénipotentiaires
| Nom                     | Date de début   | Fin               | Date de fin      |
| ----------------------- | --------------- | ----------------- | ---------------- |
| Charles E. DeLong       | 9 juin 1872     | Discours d'adieux | 1873             |
| John Bingham            | 7 octobre 1873  | Rappelé           | 2 juillet 1885   |
| Richard B. Hubbard      | 2 juillet 1885  | Rappelé           | 15 mai 1889      |
| John Franklin Swift     | 15 mai 1889     | Meurt à son poste | 10 mars 1891     |
| Frank Coombs            | 13 juin 1892    | Rappelé           | 14 juillet 1893  |
| Edwin Dun               | 14 juillet 1893 | Rappelé           | 2 juillet 1897   |
| Alfred Buck             | 3 juin 1898     | Meurt à son poste | 4 décembre 1902  |
| Lloyd Carpenter Griscom | 22 juin 1903    | Quitte le Japon   | 19 novembre 1905 |

### Ambassadeurs
| Nom                    | Date de début     | Fin                              | Date de fin      |
| ---------------------- | ----------------- | -------------------------------- | ---------------- |
| Luke E. Wright         | 26 mai 1906       | Quitte le Japon                  | 13 août 1907     |
| Thomas J. O'Brien      | 15 octobre 1907   | Quitte son poste                 | 31 août 1911     |
| Charles Page Bryan     | 22 novembre 1911  | Quitte son poste                 | 1er octobre 1912 |
| Larz Anderson          | 1er février 1913  | Quitte le Japon                  | 15 mars 1913     |
| George W. Guthrie      | 7 août 1913       | Meurt à son poste                | 8 mars 1917      |
| Roland Morris          | 30 octobre 1917   | Quitte le Japon                  | 15 mai 1920      |
| Charles B. Warren      | 24 septembre 1921 | Quitte le Japon                  | 28 janvier 1922  |
| Cyrus Woods            | 21 juillet 1923   | Quitte le Japon                  | 5 juin 1924      |
| Edgar Bancroft         | 19 novembre 1924  | Meurt à son poste                | 27 juillet 1925  |
| Charles MacVeagh       | 9 décembre 1925   | Quitte le Japon                  | 6 décembre 1928  |
| William Castle, Jr.    | 24 janvier 1930   | Quitte le Japon                  | 27 mai 1930      |
| William Cameron Forbes | 15 septembre 1930 | Quitte le Japon                  | 22 mars 1932     |
| Joseph Grew            | 14 juin 1932      | Déclaration de guerre américaine | 8 décembre 1941  |
| William J. Sebald      | 1947              |                                  | 1952             |
| Robert D. Murphy       | 9 mai 1952        | Renonce à sa charge              | 28 avril 1953    |
| John M. Allison        | 28 mai 1953       | Quitte le poste                  | 2 février 1957   |
| Douglas MacArthur II   | 25 février 1957   | Quitte le poste                  | 12 mars 1961     |
| Edwin O. Reischauer    | 27 avril 1961     | Quitte le poste                  | 19 août 1966     |
| U. Alexis Johnson      | 8 novembre 1966   | Quitte le poste                  | 15 janvier 1969  |
| Armin H. Meyer         | 3 juillet 1969    | Quitte le poste                  | 27 mars 1972     |
| Robert S. Ingersoll    | 12 avril 1972     | Quitte le poste                  | 8 novembre 1973  |
| James D. Hodgson       | 19 juillet 1974   | Quitte le poste                  | 2 février 1977   |
| Mike Mansfield         | 10 juin 1977      | Quitte le poste                  | 22 décembre 1988 |
| Michael Armacost       | 15 mai 1989       | Quitte le poste                  | 19 juillet 1993  |
| Walter Mondale         | 21 septembre 1993 | Quitte le poste                  | 15 décembre 1996 |
| Thomas S. Foley        | 19 novembre 1997  | Quitte le poste                  | 1er avril 2001   |
| Howard Baker           | 5 juillet 2001    | Discours d'adieux                | 17 février 2005  |
| Tom Schieffer          | 11 avril 2005     | Quitte le poste                  | 20 janvier 2009  |
| John Roos              | 20 août 2009      | Quitte le poste                  | 12 août 2013     |
| Caroline Kennedy       | 12 novembre 2013  | Quitte le poste                  | 18 janvier 2017  |
| William F. Hagerty     | 27 juillet 2017   | Quitte le poste                  | 22 juillet 2019  |
| Rahm Emanuel           | 25 mars 2022      | Quitte le poste                  | 15 janvier 2025  |
| George Edward Glass    | 18 avril 2025     | en fonction                      |                  |

## Consulats
Il existe des consulats américains à Osaka, Nagoya, Sapporo, Fukuoka et Naha.